# Steinbrücke 23 (Quedlinburg)

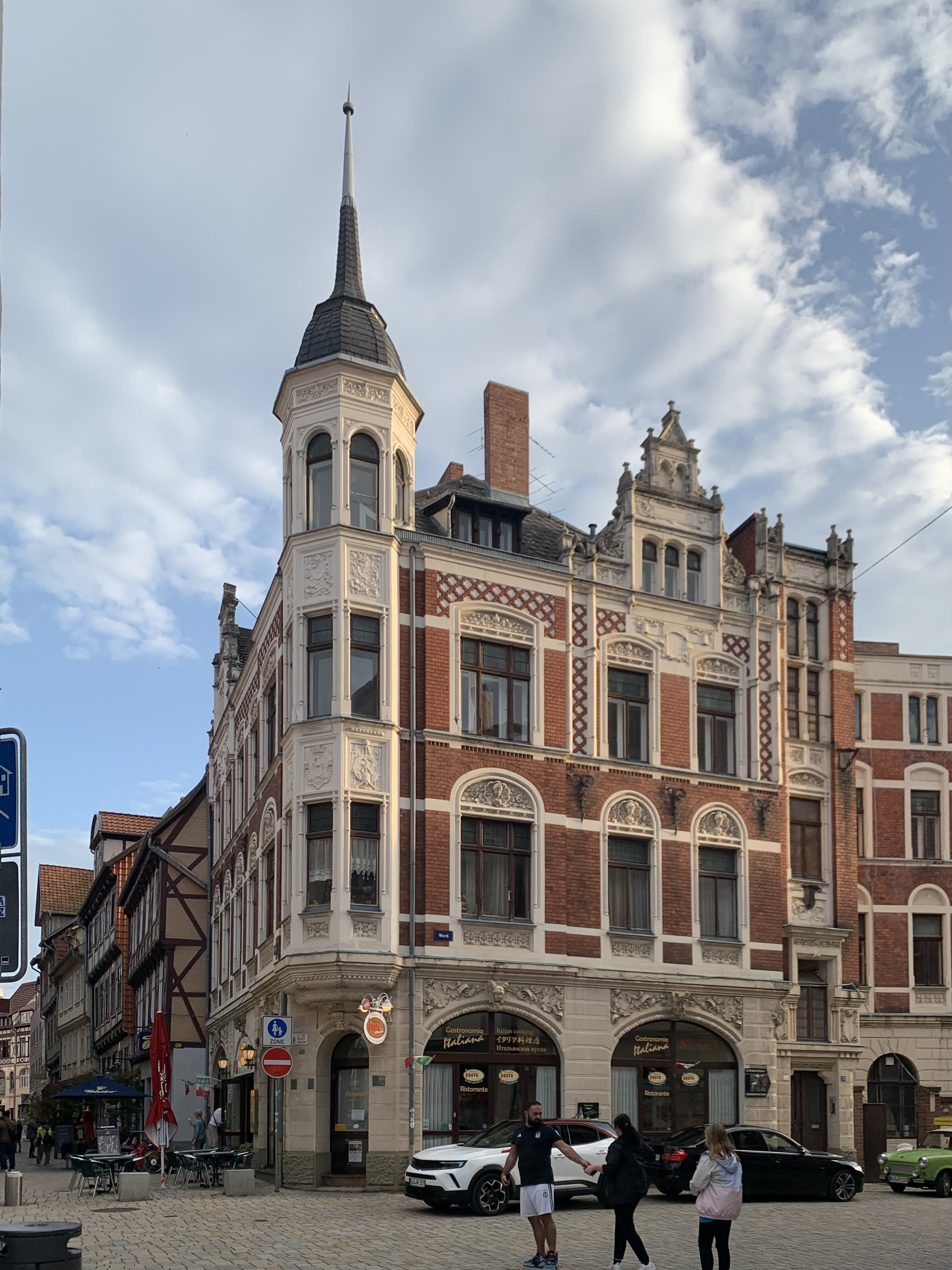
Haus Steinbrücke 23

Das Haus Steinbrücke 23 ist ein denkmalgeschütztes Gebäude in der Stadt Quedlinburg in Sachsen-Anhalt.

## Lage
Es befindet sich südlich des Quedlinburger Marktplatzes, auf der Westseite der Straße Steinbrücke, in einer markanten zum Markt ausgerichteten Ecklage. Im Quedlinburger Denkmalverzeichnis ist es als Wohn- und Geschäftshaus eingetragen. Südöstlich grenzt das gleichfalls denkmalgeschützte Haus Steinbrücke 22 an.

## Architektur und Geschichte
Das dreigeschossige Gebäude entstand im Jahr 1897. Zuvor befand sich an dieser Stelle das in Fachwerkbauweise errichtete Gebäude der Marktmühle. Die Ecksituation wird durch einen schlanken Turmerker betont. Sowohl der Erker als auch die Zwerchgiebel zitieren Formen der deutschen Renaissance. Nach Norden und Osten bestehen jeweils Schaufassaden.
Derzeit (Stand 2014) wird das Erdgeschoss gastronomisch genutzt.